# Complaints of a Dutiful Daughter
Complaints of a Dutiful Daughter ist ein US-amerikanischer Dokumentarfilm aus dem Jahr 1994. Regie, Drehbuch und Produktion übernahm Deborah Hoffmann, die mit ihrem Film die fortschreitende Alzheimer-Erkrankung ihrer Mutter Doris dokumentierte.

## Handlung
Doris Hoffmann ist zu Beginn des Films 78 Jahre alt und seit einiger Zeit verwitwet. Sie beschließt, nach Kalifornien zu ziehen, um näher bei ihrer Tochter Deborah zu sein. Die Kamera begleitet Doris und zeigt, wie sich die Rentnerin zunehmend seltsam verhält und immer mehr vergisst. Deborah Hoffmann filmt verschiedene Episoden aus dem Verlauf der Krankheit, so zum Beispiel eine Zeit, in der Doris Hoffmann fast pausenlos Bananen isst, unfähig, sich daran zu erinnern, dass sie wenige Minuten zuvor bereits eine Banane gegessen hat. Doris durchläuft eine „Zahnarzt-Periode“, in der sie sich unzählige Zettel zur Erinnerung an nicht existente Verabredungen schreibt und jeden Tag zum Zahnarzt gehen will, in der Annahme, sie habe dort einen Termin. Deborah akzeptiert langsam, dass es die Doris, die sie kannte, nicht länger gibt. Es folgen schmerzvolle Momente, in denen sich die Mutter nicht erinnert, dass Deborah ihre Tochter ist, nachfragt, welches Verwandtschaftsverhältnis zwischen den beiden Frauen besteht. Die Tochter versucht, die Mutter zu verstehen und ihr zu helfen. Die Beziehung zwischen den beiden Frauen ändert sich, sie basiert nicht mehr auf gemeinsamen Erinnerungen. Deborah Hoffmann erkennt, dass ihre Mutter nur noch in der Gegenwart lebt und die Vergangenheit als auch die Zukunft keine Rolle spielen. Am Rande werden außerdem die Homosexualität Deborahs und der Umgang der Mutter mit ihrer lesbischen Tochter thematisiert.

## Kritiken
Walter Goodman schrieb in seiner Rezension für die New York Times: „Complaints of a Dutiful Daughter ist Deborah Hoffmanns lustiger, trauriger, liebevoller, verzweifelter, ironischer und schicksalsergebener Bericht über den Versuch, mit dem unsteten Geist ihrer Mutter fertig zu werden.“
Edward Guthmann urteilte im San Francisco Chronicle: „Die Regisseurin findet trotz der quälenden Lage ihrer Mutter auch humorvolle Momente, ohne respektlos zu erscheinen. Obwohl deren Zustand sich verschlechtert, erkennt Hoffmann das Schätzenswerte am Leben ihrer Mutter, das sich so vollkommen verändert hat“.

## Auszeichnungen und Nominierungen
- Oscarverleihung 1995: Nominierung als „Bester Dokumentarfilm“
- Internationale Filmfestspiele Berlin 1995: Teddy Award
- Caligari Filmpreis 1995
- Peabody Award 1995[3]